# Krzysztof Zanussi
Krzysztof Pius Zanussi (ur. 17 czerwca 1939 w Warszawie) – polski reżyser, scenarzysta i producent filmowy, którego twórczość związana jest głównie z dwoma nurtami polskiego filmu: kinem Młodej Kultury oraz kinem moralnego niepokoju. Komandor Orderu Odrodzenia Polski, od 1992 profesor sztuk filmowych.
Renomę intelektualisty dotykającego problemów moralności, wiary, zła i człowieczeństwa zdobył takimi filmami, jak Struktura kryształu (1969), Iluminacja (1972), Barwy ochronne (1976), Spirala (1978), Constans (1980) i Imperatyw (1982). Realizował filmy nie tylko w Polsce, ale również w Republice Federalnej Niemiec, we Włoszech oraz w Rosji. Był także producentem między innymi Weisera (2000) Wojciecha Marczewskiego, Pręg (2003) Magdaleny Piekorz i Pokotu (2016) Agnieszki Holland. Laureat Złotego Lwa w Wenecji za film Rok spokojnego słońca (1984), dwukrotny laureat Grand Prix Festiwalu Polskich Filmów Fabularnych za Barwy ochronne oraz Życie jako śmiertelną chorobę przenoszoną drogą płciową (2000).

## Życiorys

### Młodość i wykształcenie
Urodził się 17 czerwca 1939 w Warszawie, jako jedyne dziecko Jerzego i Wandy z domu Niewiadomskiej. Ojciec Krzysztofa był z pochodzenia Włochem i wykonywał zawód inżyniera budowlanego. Jerzy Zanussi pragnął, by syn poszedł w jego ślady. Jednakże Krzysztof Zanussi obrał inną drogę. Początkowo studiował fizykę na Uniwersytecie Warszawskim, lecz w 1959 porzucił ów kierunek na rzecz filozofii na Uniwersytecie Jagiellońskim. W 1962 porzucił i te studia, po czym ostatecznie zdecydował się zostać reżyserem. Podjął studia reżyserskie w Państwowej Wyższej Szkole Filmowej w Łodzi, które ukończył w 1966. Był aktywny w amatorskim ruchu filmowym. 17 kwietnia 1992 otrzymał tytuł profesora sztuk filmowych w specjalności reżyserii filmowej.

### Etiudy filmowe i pierwsze filmy telewizyjne (1961–1968)
Podczas studiów w łódzkiej szkole filmowej nakręcił osiem etiud: Ułana i dziewczynę, Parasol przy pogodzie, Łapać złodzieja, Holden (wszystkie 1961), Samolot z Budapesztu (1962), Studentów (1963), Świadka (1964) oraz Śmierć prowincjała (1965). Najważniejszy okazał się ten ostatni film. W Śmierci prowincjała Zanussi ukazał szczególną, pozbawioną słów relację między konserwatorem dzieł sztuki a prowincjałem zakonnym. Śmierć prowincjała była wielokrotnie nagradzana na międzynarodowych festiwalach, zapewniając reżyserowi między innymi Grand Prix Złoty Dukat na Międzynarodowym Festiwalu Filmowym w Mannheim.
Ukończywszy łódzką szkołę filmową, Zanussi nakręcił na zlecenie Telewizji Polskiej Przemyśl (1966) o tytułowym mieście na Podkarpaciu oraz film oświatowy Maria Dąbrowska o tytułowej pisarce. Kolejny utwór telewizyjny Twarzą w twarz (1967) był moralitetem o urzędniku stojącym w obliczu niebezpieczeństwa zagrażającego drugiemu człowiekowi. Przygotowując się do swojego debiutu pełnometrażowego, Zanussi zrealizował też z udziałem Daniela Olbrychskiego komedię Zaliczenie (1968) o cwanym studencie, który próbuje wymusić na swoim wykładowcy wpisanie zaliczenia do indeksu.

### Kino Młodej Kultury (1969–1974)
Debiut Zanussiego, Struktura kryształu (1969), okazał się wielkim przełomem w jego karierze. Struktura kryształu czerpie inspirację z filmu Piękny Serge (1958) Claude’a Chabrola. Utwór Zanussiego ukazuje spotkanie dwóch naukowców, z których pierwszy wybrał wielkomiejską karierę naukową, drugi zaś dobrowolnie z niej zrezygnował i pracuje na wsi jako meteorolog. Struktura kryształu cechowała się ascetyczną formą, czarno-białą kolorystyką oraz wykorzystaniem naturalnych plenerów i wnętrz. Film wpisywał się w postulaty nowego nurtu filmowego, nazywanego kinem Młodej Kultury.
Realizując film górski Góry o zmierzchu (1970), Zanussi wprowadził do swojego kina stałą aktorkę, Maję Komorowską. W 1970 roku Komorowska otrzymała główną rolę w filmie Życie rodzinne, W tym filmie partnerowała znacznie bardziej doświadczonemu Olbrychskiemu, który wcielił się w rolę architekta przybywającego do rozpadającego się domu rodzinnego. Komorowska, grając siostrę głównego bohatera, zdominowała na ekranie ówczesnego gwiazdora, jakim był Olbrychski. Jako ojciec bohatera w filmie wystąpił też Jan Kreczmar. Życie rodzinne zdobyło uznanie publiczności, otrzymując w plebiscycie czasopisma „Film” Złotą Kaczkę za najlepszy polski film roku. Jednakże zdarzały się głosy sprzeciwu, takie jak ten Maryli Hopfinger: „Porozumienie z ojcem jest niemożliwe i niepotrzebne. […] A jeśli tak, po co autor styka ich z sobą ponownie? […] Próby zetknięcia przeciwieństw w «konwencji paramilitarnej» nie były w stanie złagodzić znakomite aktorstwo, malowniczość obrazu, narracja i realizatorska sprawność”.
Do dylematów z Życia rodzinnego Zanussi nawiązał jeszcze w realizowanym w koprodukcji polsko-zachodnioniemieckiej utworze Rola (Die Rolle, 1971). W Roli Zanussi obsadził ponownie Kreczmara i Olbrychskiego w rolach ojca i syna. W Za ścianą (1971), kolejnym filmie telewizyjnym reżysera, ponownie wystąpiła Komorowska. Wcieliła się w rolę zachowawczej, wyautowanej naukowiec, która składa wizytę u mieszkającego w pokoju obok, wyrachowanego cynika. W roli tego ostatniego Zanussi obsadził kolejnego stałego aktora, Zbigniewa Zapasiewicza. W przeciwieństwie do Życia rodzinnego, zdaniem Hopfinger „diagnoza uogólniająca przekonuje. […] Autor nie ukrywa swego przesłania: nadziei na rozbudzenie niepokoju, na wstrząs, który skłoni do autorefleksji i rewizji, i nikłego cienia wiary w szansę podwójnego ocalenia”.
Za najgłośniejszy film Zanussiego epoki Kina Młodej Kultury uchodzi jednak Iluminacja (1972), której główny bohater – grany przez naturszczyka Stanisława Latałłę – rozpoczyna studia i karierę naukową w poszukiwaniu prawdy o istnieniu. Tej jednak nie odnajduje w nauce, próbuje więc szukać sensu życia także w duchowości. Zanussi w swoim dziele wytwarzał „dialektyczne napięcie między tym, co duchowo odczuwalne, acz nieweryfikowalne przez naukę, a «naukowością», która przy pozorach podania wyjaśnienia nie oferuje żadnej wiedzy istotnej”. Na sławie Iluminacji zaważyła także forma, przypominająca filmy Jeana-Luca Godarda. Jak pisał Sebastian Jagielski, „utwór oparty został na strukturze eseju: fikcja łączy się tu z dokumentem, wykład oświatowy z wypowiedziami naukowców wprost do kamery”. Iluminacja została uhonorowana Grand Prix, nagrodą FIPRESCI oraz Nagrodą Jury Ekumenicznego na Międzynarodowym Festiwalu Filmowym w Locarno.
Nakręciwszy filozoficzną powiastkę Hipoteza (1972) o naukowcu, który waha się nad pomocą tonącej kobiecie, Zanussi próbował kariery za granicą. Amerykańskie Morderstwo w Catamount (The Catamount Killing, 1974) odbiega od dotychczasowego dorobku reżysera, jako że opowiada kryminalną historię bankiera, który obrabowuje swój własny bank. Dla odmiany wyreżyserowany w Polsce Bilans kwartalny (1974), ponownie z udziałem Komorowskiej, stanowi opowieść o kobiecie, która poddaje rewizji przebieg swego dotychczasowego małżeństwa. Tematem telewizyjnego Miłosierdzia płatnego z góry (1975) jest starcie postaw jugosłowiańskiej gastarbeiterki (Jadwiga Jankowska-Cieślak) oraz władczej baronowej (Elisabeth Bergner), u której została zatrudniona.

### Kino moralnego niepokoju (1976–1980)
Barwy ochronne (1976) stanowią szczególnie ważny film w dorobku reżysera. Zanussi wpisał się nim w formację nazywaną kinem moralnego niepokoju, w ostrym, satyrycznym świetle przedstawiając mikrokosmos obozu naukowego dla językoznawców. Tematem filmu jest pojedynek postaw oderwanego od rzeczywistości uczelnianej doktoranta Jarosława Kruszyńskiego (Piotr Garlicki) oraz pozbawionego złudzeń docenta Jakuba Szelestowskiego (Zapasiewicz), który otwiera mu oczy na wszechobecną korupcję panującą na rodzimej uczelni. Satyra ta, jak podkreślał Marek Radziwon, obejmuje całe środowisko uczelniane: „prorektor jest zwykłym nieukiem, jego żona – idiotką, […] Jarek – obrońcą głupiej sprawy, a studenci – dzieciarnią […]. Jedyną osobą, która nie manifestuje wielkich ambicji albo też skrywa je najskuteczniej, jest Jakub”. Barwy ochronne otrzymały Grand Prix Festiwalu Polskich Filmów Fabularnych, jednak okoliczności przyznania nagrody były dla Zanussiego poniżające. Ówczesny wiceminister kultury Janusz Wilhelmi, który uwielbiał twórczość Zanussiego, wywarł presję na jury festiwalu tak, aby pogrążyć Andrzeja Wajdę i nie dopuścić do przyznania jakiejkolwiek nagrody konkursowej filmowi Człowiek z marmuru (1976) tegoż. Wilhelmi wysłał po Zanussiego śmigłowiec, którym reżyser Barw ochronnych miał dotrzeć do Gdańska. Jednak w geście solidarności z Wajdą Zanussi nie przybył na uroczystość, co przypłacił koniecznością czasowego wyjazdu za granicę. Na terenie RFN-u nakręcił dwa obyczajowe filmy: Lekcję anatomii (Anatomiestunde, 1977) oraz Dom kobiet (Haus der Frauen, 1977).
Powróciwszy do Polski po tragicznej śmierci Wilhelmiego w wypadku lotniczym, Zanussi wyreżyserował kolejne prowokacyjne studium człowieczeństwa, Spiralę (1978). Jan Nowicki zagrał w nim rolę zgorzkniałego turysty podróżującego po Tatrach, który konsekwentnie dąży ku śmierci – najpierw udając się na straceńczą podróż wspinaczkową zakończoną przysypaniem przez lawinę, a następnie, po odratowaniu przez taterników – wyskakując przez okno. Spirala była pierwszym filmem Zanussiego docenionym i wyróżnionym na Festiwalu Filmowym w Cannes, dzięki czemu umocniła międzynarodową renomę reżysera. Ów film porównywano z utworem Louisa Malle’a Błędny ognik (Le Feu follet, 1963). Po sukcesie Spirali Zanussi nakręcił – znów w Niemczech Zachodnich – Drogi pośród nocy (Wege in der Nacht, 1979), studium konformizmu uosabianego przez postać wyrafinowanego estety Friedricha (Mathieu Carrière), którego żona (Komorowska) z obrzydzeniem śledzi jego pociąg ku nazizmowi. Drogi wśród nocy były jednak oceniane gorzej, stając się zdaniem Charlesa Kraszewskiego modelowym przykładem afirmacji stereotypów polsko-niemieckich.
W 1980 roku, w momencie przełomu solidarnościowego, Zanussi nakręcił dwa kolejne filmy. Constans – opowieść o uzależnionym od matki studencie matematyki, który po jej śmierci zwraca się przeciwko całemu światu – wielce przypadła do gustu publiczności międzynarodowej. David Paul i Sylvia Glover opisywali Constans jako dzieło o „życiu i śmierci, skromności i moralnej zgniliźnie, osobistym szczęściu i odpowiedzialności wobec społeczeństwa”. Gorzej została przyjęta komedia poświęcona „socjalistycznej burżuazji” ukształtowanej za rządów Edwarda Gierka, Kontrakt. Zdaniem Paula i Glover Kontrakt, mimo że zawiera pewne elementy tragiczne, nie wyrasta ponad „oburzającą farsę”. Kontrakt okazał się filmem znamiennym dla nowej fazy w twórczości reżysera: „właśnie wtedy Zanussi, dotychczasowy ulubieniec inteligenckiej widowni, zaczął rozmijać się z jej gustem” (Tadeusz Lubelski).

### Na emigracji (1981–1988)

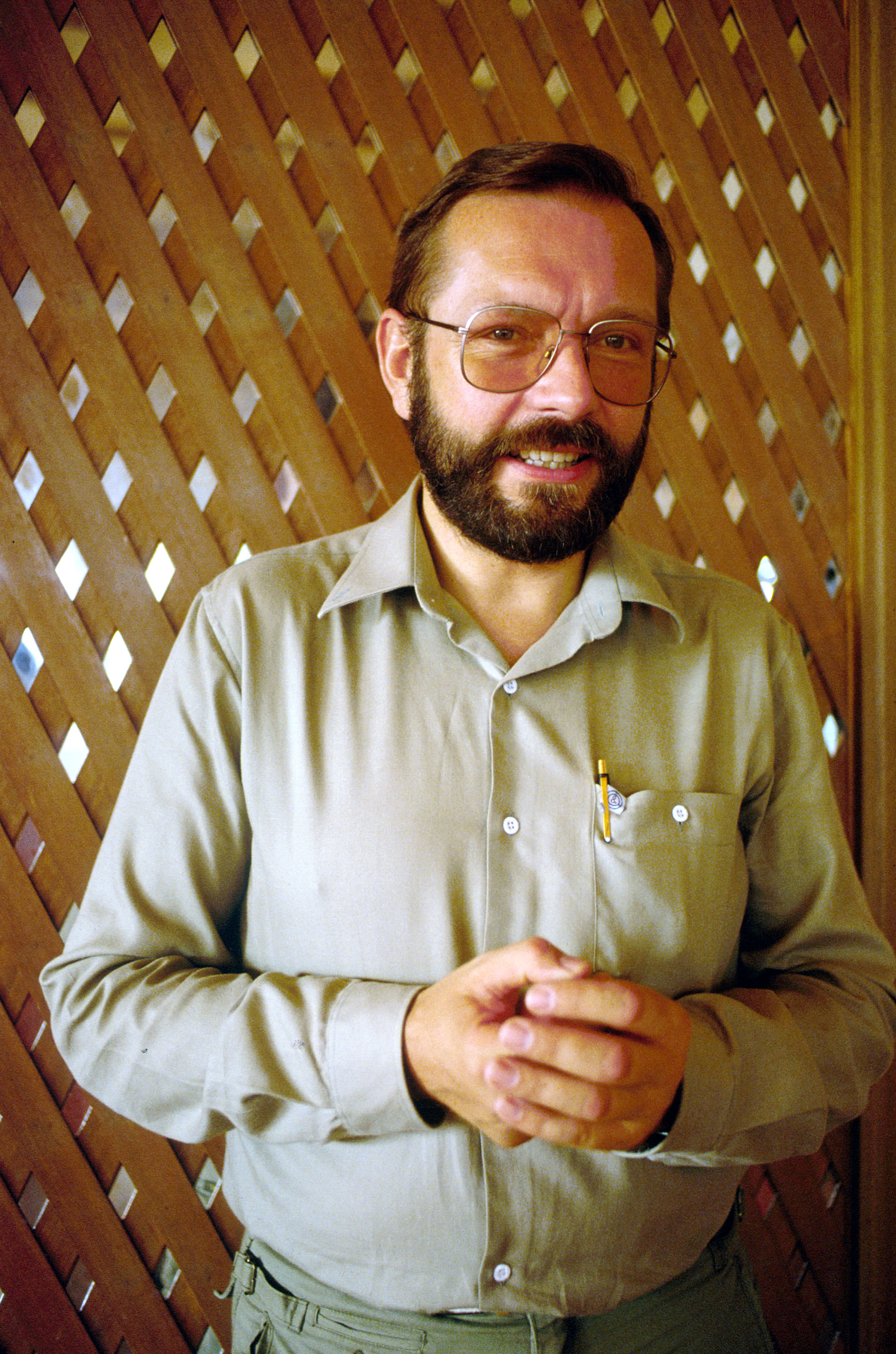
Krzysztof Zanussi w 1988

Gestem otwartego poparcia Zanussiego dla opozycji antykomunistycznej była seria filmów nakręconych na obczyźnie. Zachodnioniemieckie Pokuszenie (Die Versuchung, 1981) demonstrowało starcie postaw pomiędzy otwartą i uczuciową polską malarką (Komorowska) a jej mężem, chłodnym i wyobcowanym Niemcem (Helmut Griem); w finale malarka opuszcza męża i udaje się do klasztoru. Zrealizowana na zlecenie koprodukcja włosko-brytyjska, Z dalekiego kraju (Da un paese lontano, 1981), stanowiła biografię Karola Wojtyły do momentu, gdy ten został wybrany papieżem Janem Pawłem II. James L. Franklin z „The Boston Globe” kwitował film słowami, że „więcej mówi nam o owym dalekim kraju aniżeli o samym człowieku”. Zachodnioniemiecko-szwajcarski Sinobrody (Blaubart, 1982) według powieści Maxa Frischa ukazywał losy lekarza, który żywi platoniczną miłość do prostytutki.
Bardziej osobisty charakter miały dwa filmy Zanussiego wyświetlane w kinach. W zachodnioniemieckim Imperatywie (Imperativ, 1982) Zanussi rozwijał wątki z Iluminacji. Główny bohater filmu, matematyk i wykładowca akademicki (Robert Powell), poszukuje sensu życia w dysputach filozoficznych z popem. Owe poszukiwania prowadzą matematyka na skraj rozpaczy. Richard Grenier z „The New York Timesa” opisywał Imperatyw jako dzieło „dziwne, lecz interesujące – rozgadane, pełne fanatyzmu, nieco szalone”. Prawdziwym triumfem Zanussiego jako międzynarodowego autora na wygnaniu stał się jednak kręcony w koprodukcji Rok spokojnego słońca (1984). Jest to melodramat o Polce (Komorowska), którą po II wojnie światowej gnębi ubek (Zapasiewicz). Kobieta zyskuje szansę na emigrację dzięki uczuciu, które żywi do niej amerykański żołnierz (Scott Wilson). Przeszkodą w opuszczeniu kraju jest jednak matka, którą Polka musi się opiekować. Dla władz komunistycznych film z oczywistych powodów był niewygodny, gdyż „ewidentnie «szkalował» władzę ludową, przypominając jej grzechy założycielskie” (Ewa Ciszewska, Marta Kasprzak). Gdy jednak Rok spokojnego słońca otrzymał Złotego Lwa na Międzynarodowym Festiwalu Filmowym w Wenecji, został ostatecznie włączony do szerszej kinowej dystrybucji w Polsce.
Kolejny film nakręcony w RFN, Paradygmat, czyli potęga zła (Paradigma, 1985), ukazuje losy studenta teologii, który paradoksalnie brnie w postępujące uzależnienie od zła, ubiegając się o stypendium od demonicznego producenta broni (Vittorio Gassman). Paradygmat dowodził postępującego rozwarstwienia opinii krytyków wobec Zanussiego. O ile filmoznawca Tomasz Kłys chwalił po latach film jako „arcydzieło […] mieniące się znaczeniowymi niuansami”, o tyle Małgorzata Sadowska oraz Bartosz Żurawiecki ostro krytykowali Paradygmat za skrajnie homofobiczny portret fabrykanta, który niemal gwałci głównego bohatera. W zrealizowanym trzy lata później filmie Gdzieśkolwiek jest, jeśliś jest (Wherever You Are, 1988) Zanussi zajął się z kolei historią ambasadora Urugwaju w Polsce, który za swą bierność wobec potajemnych zbrojeń mniejszości niemieckiej przed II wojną światową zostaje ukarany; jego żona popada w szaleństwo oraz zostaje później zamordowana przez hitlerowców.

### Powrót do Polski (po 1989)

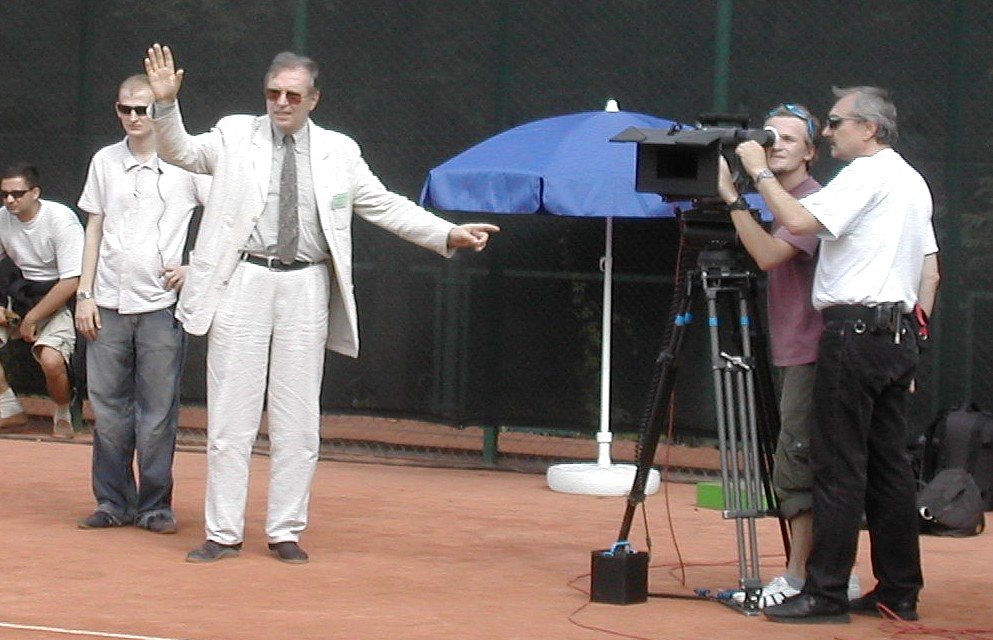
Krzysztof Zanussi w czasie zdjęć do filmu Persona non grata we wrześniu 2004 w Moskwie

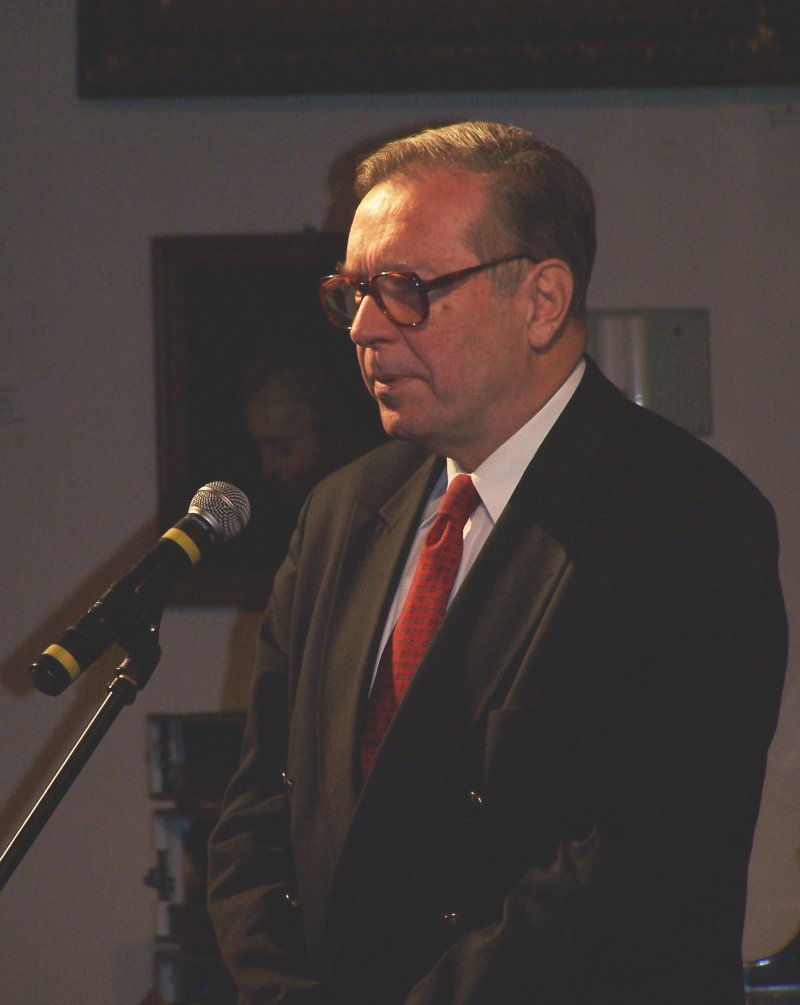
Krzysztof Zanussi w 2008

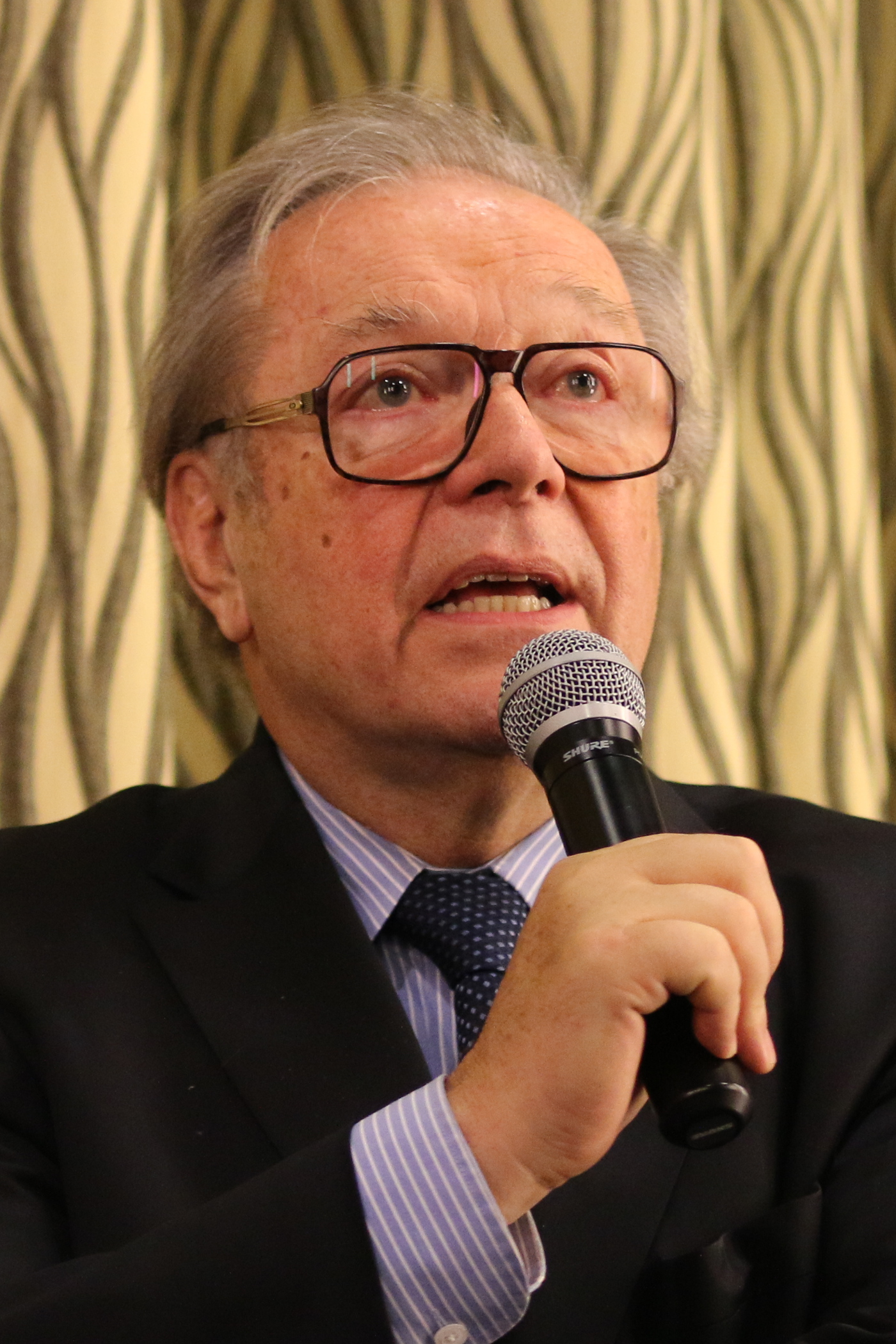
Krzysztof Zanussi podczas GoEast w 2014

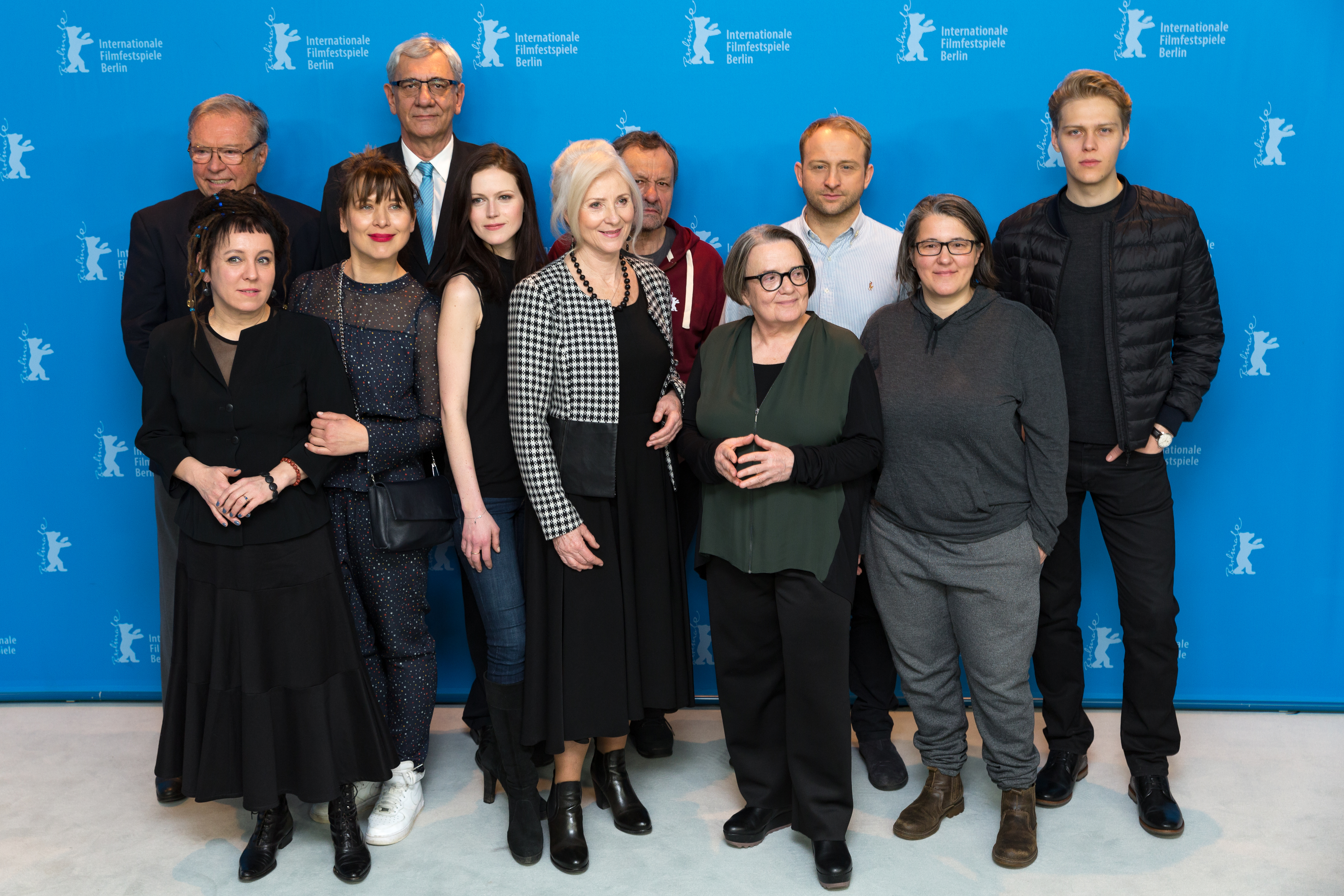
Ekipa filmowa na prezentacji polskiego filmu Pokot na 67. Międzynarodowym Festiwalu Filmowym w Berlinie

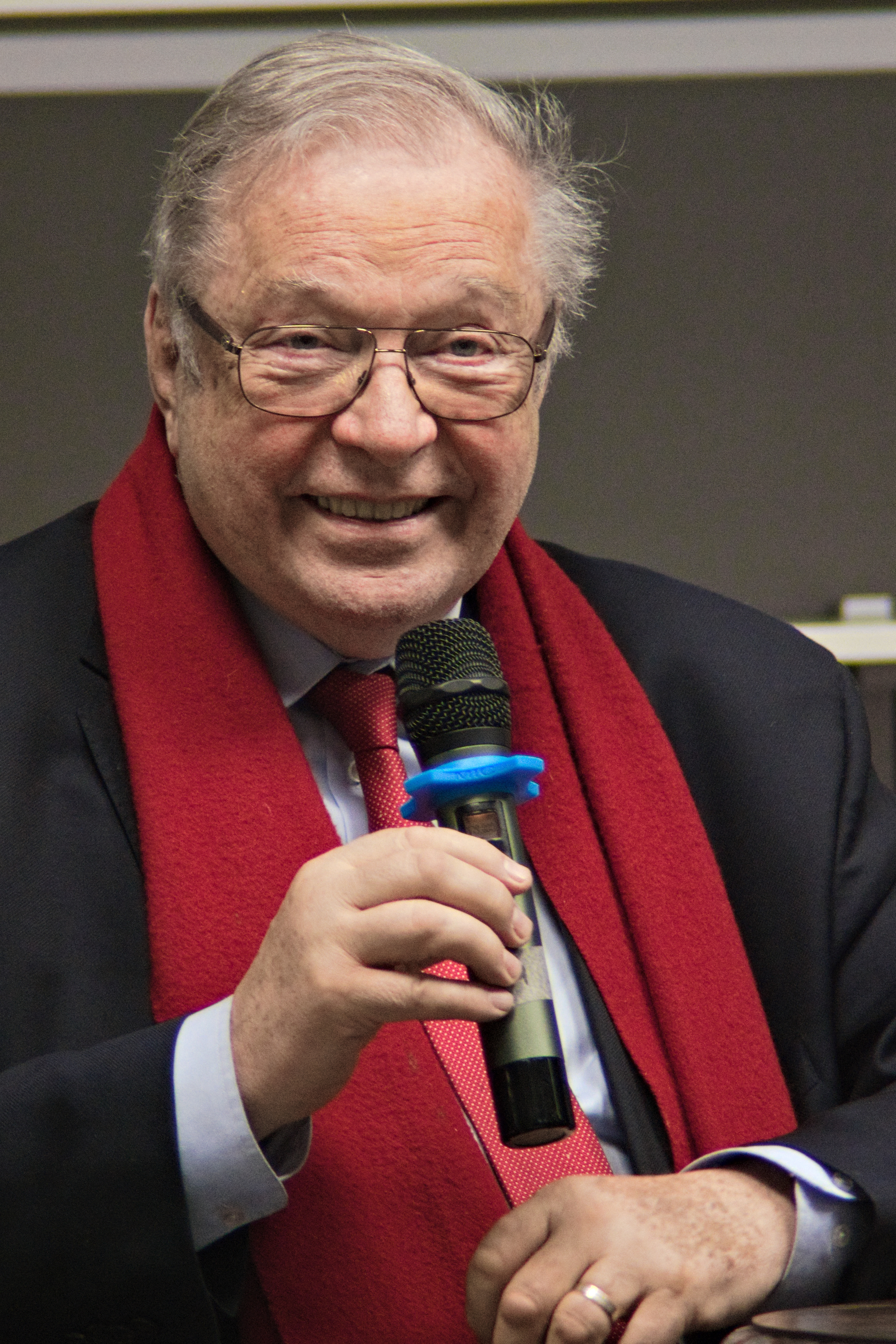
Krzysztof Zanussi w Regionalnym Instytucie Kultury w Katowicach, w 2020

W 1989 roku Zanussi powrócił na stałe do Polski, gdzie nakręcił Stan posiadania, opowieść o dawnym opozycjoniście (Artur Żmijewski), który po transformacji ustrojowej zakochuje się w cynicznej cenzorce (Krystyna Janda). Stan posiadania zdobył na Międzynarodowym Festiwalu Filmowym w Moskwie nagrodę jury ekumenicznego, gdyż podejmował zdaniem Marioli Marczak problem „konieczności zgodnego współżycia z dawnymi opresorami”, ale też „weryfikacji etycznej i pragmatycznej zachowań inteligencji oraz jej ethosu w czasach kreowania nowego porządku społecznego”. Ukończywszy niemiecki film telewizyjny Długa rozmowa z ptakiem (1990), reżyser podjął się realizacji hagiograficznej biografii ojca Maksymiliana Kolbe, który poniósł męczeńską śmierć w obozie koncentracyjnym w Auschwitz. Jednak zdaniem Kłysa film Życie za życie. Maksymilian Kolbe (1990), pozbawiony autorskiego sznytu, należał do „najsłabszych w dorobku reżysera”. Natomiast Dotknięcie ręki (1993) o studencie muzykologii, który zachęca dawno nieaktywnego zawodowo maestra (Max von Sydow) do skomponowania swego wyśnionego utworu, cieszyło się lepszą renomą wśród krytyków. Michał Zacharzewski pisał, iż „w Dotknięciu ręki Zanussi podejmuje temat natchnienia i inspiracji. […] Reżyser zastanawia się bowiem, czy istnieje coś takiego jak powołanie do stworzenia czegoś wiekopomnego”.
Cwał (1995), jeden z ostatnich filmów Zanussiego z udziałem Mai Komorowskiej, okazał się szczególnym utworem w jego dorobku. Osadzony w realiach epoki stalinowskiej komediodramat był poświęcony chłopcu (Bartosz Obuchowicz), synowi akowca wysłanemu przez matkę do ekscentrycznej ciotki (Komorowska). Ta świadomie wybrała strategię dwójmyślenia, aby przetrwać mroczne czasy stalinizmu. Zanussi przekonywał przy okazji realizacji Cwału, że ten film ma dlań charakter autobiograficzny i jest jak „karta wyjęta z rodzinnego albumu”. Cwał został uhonorowany między innymi Nagrodą Specjalną Jury na Festiwalu Polskich Filmów Fabularnych, a z uznaniem spotkały się też role Komorowskiej i Obuchowicza. Jerzy Płażewski pisał, że Cwał traktuje o „filozofii przetrwania” w erze, która nie sprzyja człowieczeństwu.
Po realizacji Cwału Zanussi podjął się wyreżyserowania serialu Opowieści weekendowe (1996–2000), w zamierzeniu kontrapunktu dla cyklu telewizyjnego Dekalog (1988) Krzysztofa Kieślowskiego. Nakręcił też kolejny hagiograficzny film, Brata naszego Boga (1997) na podstawie sztuki Wojtyły o Adamie Chmielowskim. Jednakże największy sukces artystyczny w Polsce po 1989 roku reżyser osiągnął filmem Życie jako śmiertelna choroba przenoszona drogą płciową (2000). Jego główny bohater, śmiertelnie chory i zgorzkniały profesor (Zapasiewicz), z zemsty za niemożność odwrócenia swojego losu obraca swój gniew przeciwko młodej parze. Życie spotkało się z uznaniem krytyków i zostało nagrodzone Grand Prix Festiwalu Polskich Filmów Fabularnych, jednak nie miało szans na szeroką dystrybucję poza Polską. Derek Elley z „Variety” pisał, że „Życie, przejrzyście wyreżyserowane, bardzo proste i świadome ograniczeń sztuki filmowej, jest łatwym, wciągającym seansem – rodzajem pewnego jakościowego kina europejskiego, które już prawie wygasło, pochodzącego prosto z serca, nie zaś podręcznikowego”. Zanussi podjął wkrótce po nakręceniu Życia decyzję o wyreżyserowaniu jego spin-offa pod nazwą Suplement (2002), który skupiał się właśnie na młodej parze. „Nieoświeceni odrzucą dzieło rzemieślnika jako filozoficzną operę mydlaną, ale dla nadających na tych samych falach, co Zanussi, Suplement będzie pochłaniał aż do momentu rozproszenia uwagi” – pisano w „Variety”. Suplement został uhonorowany nagrodą FIPRESCI na Międzynarodowym Festiwalu Filmowym w Moskwie.
Sukces artystyczny Zanussi odniósł też filmem Persona non grata (2005), w którym ambasador RP w Urugwaju (Zapasiewicz) gorzknieje w obliczu niemożności naprawienia świata. W Personie non grata jako rosyjski wiceminister spraw zagranicznych wystąpił ceniony wówczas rosyjski reżyser Nikita Michałkow, późniejszy apologeta Władimira Putina.
Kolejne filmy Zanussiego spotykały się jednak z coraz większą krytyką. Kręcone w koprodukcji polsko-ukraińskiej Serce na dłoni (2008), w którym ukraiński biznesmen (Bohdan Stupka) poszukuje nadziei na przeszczep serca w młodym desperacie, było złośliwie komentowane. Paweł T. Felis pisał: „Najbardziej przeraża nie to, że Zanussiemu film się nie udał, ale fakt, że twórca Iluminacji nakręcił obraz tak jednoznacznie mizdrzący się do widza”. Rewizyta (2009), w której wybrani bohaterowie filmów Zanussiego ponownie się ze sobą spotykali, również nie przyniosła sukcesu artyście. Całkowitą klęską artystyczną okazało się jednak Obce ciało (2014). Nakręcona w koprodukcji polsko-włosko-rosyjskiej opowieść o polskiej katoliczce (Agata Buzek), pragnącej pójść do klasztoru wbrew zdaniu jej włoskiego partnera (Riccardo Leonelli), zderzała szlachetność Polki z cynizmem wychowanej przez komunistkę szefowej korporacji (Agnieszka Grochowska). Tadeusz Lubelski odczytywał ów kontrast jako wyjątkowo nachalny: „Walcząc ze swoją epoką w imię wartości, w które wierzy, zasłużony reżyser osiąga efekt odwrotny do zamierzonego: późnymi nieudanymi filmami nikogo do swoich racji nie przekonuje, a dawnych miłośników – ostatecznie do siebie zraża”. Obce ciało otrzymało sześć filmowych antynagród – Węży – w tym dla najgorszego polskiego filmu roku. Wariacja na temat mitu Fausta, Eter (2018), też nie miała najlepszej prasy. Tomasz Gardziński z portalu Spider’s Web kwitował film słowami, że Zanussi „nie jest w stanie wystarczająco zaufać ich [widzów] inteligencji i dojrzałości, by zejść z pozycji mędrca na poziom towarzysza. Poucza zamiast angażować i ostatecznie ponosi porażkę”.
Kolejny film pod tytułem Liczba doskonała (2022), znów oparty na pojedynku postaw mężczyzny u kresu życia (Andrzej Seweryn) i młodego matematyka (Jan Marczewski), miał problemy dystrybucyjne; został pominięty w konkursie głównym na Festiwalu Polskich Filmów Fabularnych, a po premierze kinowej w kwietniu 2023 roku spotkał się ze spolaryzowanym odbiorem. Przykładowo, ks. Andrzej Luter z „Więzi” pisał: „Zanussi pyta widza, tu i teraz, w 2023 roku: kim jesteś, po co istniejesz, co robisz, i co chcesz robić? Nie odpowiada na te pytania indoktrynacyjnie, niczego nie narzuca. Pozostawia przestrzeń wolności”. Z drugiej strony, Janek Brzozowski z portalu Film.org.pl przekonywał, że dysputy głównych bohaterów „mogą wydawać się początkowo interesujące, z czasem grzęzną jednak na intelektualnej mieliźnie”.

### Działalność pozareżyserska
Wykładowca Wydziału Radia i Telewizji im. Krzysztofa Kieślowskiego Uniwersytetu Śląskiego, Collegium Civitas w Warszawie oraz Wydziału Dziennikarstwa i Nauk Politycznych Uniwersytetu Warszawskiego. Recenzent rozpraw doktorskich i habilitacyjnych. Członek krajowy czynny Wydziału VI Twórczości Artystycznej Polskiej Akademii Umiejętności (od 1994), stacji PAU w Katowicach oraz Komitetu „Polska w Zjednoczonej Europie” Prezydium Polskiej Akademii Nauk. Pełni funkcję przewodniczącego Rady Programowej i wykładowcy Akademii Multi Art w Krakowie. 
Od 1971 roku członek (od 2013 członek honorowy) Stowarzyszenia Autorów ZAiKS.
Jest honorowym przewodniczącym włoskiego festiwalu Popoli e Religioni – Terni Film Festival.
Osobie i twórczości Krzysztofa Zanussiego poświęcono dwa filmy dokumentalne: Strukturę człowieka (1989, reż. Grażyna Banaszkiewicz) i Niepokój (2004, reż. Krzysztof Tchórzewski).

## Styl filmowy
Dorota Narewska twierdziła, że „kino Zanussiego dotyka duchowości jako pewnej ogólnej właściwości rozumnej osoby ludzkiej poszukującej prawdy”. Halina Orczak-Moraczewska dodawała, iż bohaterem zbiorowym dzieł reżysera jest „człowiek postawiony przed wyborem między wartościami a pokusą ich odrzucenia. Probierzem jest jego moralna wrażliwość wyrażająca się kompromisem pomiędzy sferą marzeń o indywidualnej wolności a życiową praktyką, która tę wolność dobrowolnie ogranicza”. Howard Feinstein rozwijał tematykę pojedynku postaw, wskazując trzy typy starć u Zanussiego: pomiędzy determinizmem a wolną wolą; pomiędzy empiryzmem (analizą rozumową) a wiarą katolicką (łaską); wreszcie pomiędzy samoświadomością człowieka a niewidzialną presją ze strony społecznego środowiska. Magdalena Nawisielska interpretowała kino Zanussiego jako psychoanalityczną arenę zmagań z wiecznym brakiem, który jego bohaterowie wypełniają (nieobecność ojca lub też Boga).
Jakub Majmurek, oceniając dorobek reżysera, pisał iż „wszystkie najlepsze filmy Zanussiego rozgrywały się w środowisku polskiej, peerelowskiej inteligencji. Reżyser doskonale znał i czuł to środowisko, jego problemy, symboliczne (nie tylko zresztą) stawki, o jakie toczyła się w nim gra”. Jednakże twórczość Zanussiego po 1989 roku zdaniem Majmurka składa się z filmów, które „choć poprawne warsztatowo, są sztywne, akademickie, nie ma w nich eksperymentów z formą i językiem filmowym, nie ma ducha twórczych poszukiwań”. Wiktor Rusin oskarżał późne kino Zanussiego o pozorowanie dylematów moralnych:
„wszystkie pytania i dramaty są wyłącznie pozorne, albowiem padają ze skrycie pewnej siebie, sztucznej perspektywy stworzonej przez aspiracje etyczne (duch etyki zachodniego chrześcijaństwa) oraz estetyczne (styl »prawdziwego inteligenta«) współczesnego, moralnego konformisty”.

## Poglądy
Krzysztof Zanussi deklarował się jako konserwatysta i wierzący katolik. Wielokrotnie z dezaprobatą wyrażał się o świeckości cywilizacji zachodnioeuropejskiej, wieszcząc jej rychły upadek. Obawiał się jednak również populistycznych rządów we Włoszech, w Polsce oraz na Węgrzech, które jego zdaniem były „oznakami pewnej niedojrzałości społecznej”. Z niepokojem obserwował także demontaż studiów filmowych na rzecz scentralizowanej produkcji filmowej w 2019 roku, kwitując ową inicjatywę ówczesnego ministra kultury Piotra Glińskiego jako pomysł „PRL-owski”. Przyjmował jednocześnie z rozczarowaniem rządy Prawa i Sprawiedliwości po 2015 roku, twierdząc iż „bezideowość” wcześniej rządzącej Platformy Obywatelskiej została zastąpiona „fałszywą ideowością”. Był zwolennikiem demokracji przedstawicielskiej jako pragmatycznie lepszej niż dyktatura, podkreślając, że władza „nie powinna spoczywać w rękach jednej partii czy ludzi”. Miał także świadomość, że zmierzch cywilizacji zachodniej wynikał z „ilości upokorzeń, które na przestrzeni wieków zafundowaliśmy ludziom z innych kontynentów […]. Odwet jest przecież naturalną potrzebą człowieka. Myślę, że możemy się go spodziewać”.
Zanussi sprzeciwiał się drugiej fali feminizmu:
„Jestem za tym dobrym feminizmem, który kazał paniom domagać się praw wyborczych, możliwości kształcenia itd.… Ale przeciw temu złemu, który ma je dziś uczynić identycznymi jak mężczyźni – w karierowiczostwie, bezwzględności, wulgarności”.
Zanussi był w bliskich kontaktach z rosyjskimi ludźmi kultury, fascynował się tamtejszą kulturą: „społeczeństwo rosyjskie – w przeciwieństwie do polskiego znacznie szybciej krzepnie w nowych warunkach”. Był jednak wśród intelektualistów, którzy protestowali przeciwko uwięzieniu przez Rosjan ukraińskiego reżysera Ołeha Sencowa. Potępiał również agresywność Kremla w polityce zagranicznej: bombardowanie Czeczenii, agresję na Ukrainę. Podkreślał swe przywiązanie do sceptycyzmu, który „pozwala mi bronić wartości. Nie pozwala mi ich zbyt łatwo zaakceptować, ponieważ zawsze dostrzega w człowieku jego różne oblicza”.
Zanussi otwarcie gardził humanistami, uznając fundusze przeznaczane na nauki humanistyczne za zmarnowane: „w humanistyce kompletna niedorajda, najbardziej popychana, z największymi pieniędzmi, nie zajdzie bardzo daleko”. Przełożyło się to na treść jego filmów, w których to właśnie przedstawiciele nauk ścisłych są przedstawieni jako dostojni, tymczasem humaniści – jako ludzie groteskowi. Zdaniem filmoznawcy Sebastiana Jagielskiego, w swoich filmach i wywiadach z nim przeprowadzanych Zanussi zdradzał też homofobiczną retorykę. W wywiadzie z 1998 roku dla „Kina” reżyser stawiał znak równości między homoseksualizmem a pedofilią. Jagielski zauważył, że w wielu filmach reżysera homoseksualizm kojarzony jest „z demoralizacją i sadomasochizmem (Paradygmat, Urok wszeteczny), szantażem (Gdzieśkolwiek jest, jeśliś jest) czy zniewieściałymi «ciotami» (Kontrakt, Serce na dłoni)”. Gdy jeszcze w 2006 roku Małgorzata Sadowska i Bartosz Żurawiecki opublikowali tekst o homofobicznych tropach w filmach Zanussiego, ten straszył autorów publikacji pozwem sądowym; sam później ironizował, że stał się w mediach „dyżurnym homofobem”.

## Życie prywatne
Żonaty z Elżbietą Grocholską-Zanussi (ur. 1940), córką Adama Remigiusza Grocholskiego. Mieszka w Laskach.

## Publikacje książkowe
- O montażu w filmie amatorskim (1968)
- Nowele filmowe (Warszawa 1976)
- Scenariusze filmowe (Warszawa 1978)
- Rozmowy o filmie amatorskim (Warszawa 1978)
- Kontrakt (Warszawa 1980)
- Scenariusze filmowe II (Warszawa 1985)
- Scenariusze filmowe III (Warszawa 1992)
- Opowieści weekendowe. Cykl nowel telewizyjnych (Wrocław 1997)
- Pora umierać. Wspomnienia, refleksje, anegdoty (Warszawa 1997)
- Scenariusze filmowe IV (Warszawa 1998)
- Między jarmarkiem a salonem (Warszawa 1999)
- „Wielbłąd i ucho igielne” (Zamość 2001)
- Bigos nie zginie! … w rodzinnej Europie (Warszawa 2003)
- Strategie życia, czyli jak zjeść ciastko i je mieć (Poznań 2015)

## Ordery i odznaczenia
- Krzyż Komandorski z Gwiazdą Orderu Odrodzenia Polski (1999)[88]
- Krzyż Kawalerski Orderu Odrodzenia Polski (1980)[89]
- Złoty Krzyż Zasługi[90]
- Złoty Medal „Zasłużony Kulturze Gloria Artis” (2005)[91]
- Medal Św. Brata Alberta (1980)[89]
- Odznaka Honorowa Krzyż Pamięci Szlaku Nadziei (2022)[92]
- Komandor Orderu Sztuki i Literatury (2012, Francja)[93][94]
- Krzyż Komandorski Orderu „Za zasługi dla Litwy” (2006, Litwa)[95]
- Krzyż Oficerski Orderu Zasługi Republiki Włoskiej (2005, Włochy)[96][97]
- Order Księcia Jarosława Mądrego V Stopnia (2009, Ukraina)[98][99][100]
- Medal z okazji 300-lecia Sankt Petersburga (2004, Rosja)[89]
- Odznaka Honoris Gratia (2019, Polska)[101]

## Nagrody i wyróżnienia

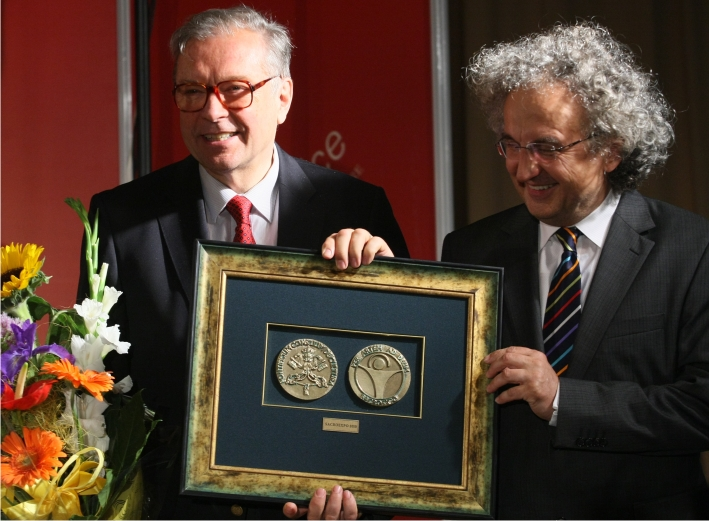
Uroczystość wręczenia Medalu Per Artem Ad Deum – Krzysztof Zanussi z Prezesem Targów Kielce, dr. Andrzejem Mochoniem

| Rok  | Film                                                    | Instytucja                                                             | Nagroda |
| ---- | ------------------------------------------------------- | ---------------------------------------------------------------------- | --- |
| 1967 | Śmierć prowincjała                                      | Międzynarodowy Festiwal Filmowy w Mannheim                             | Złoty Dukat |
| 1967 | Śmierć prowincjała                                      | Festiwal Etiud PWSFTviT                                                | Nagroda Dyskusyjnych Klubów Filmowych                                                                                       |
| 1967 | Śmierć prowincjała                                      | Międzynarodowy Festiwal Filmów Dokumentalnych w Wenecji                | Lew św. Marka w kategorii fabularnych filmów krótkich                                                                       |
| 1968 | Śmierć prowincjała                                      | Festiwal Etiud Studenckich WGIK w Moskwie                              | nagroda za najlepszy film zagraniczny                                                                                       |
| 1968 | Śmierć prowincjała                                      | Międzynarodowy Festiwal Filmowy w Valladolid                           | Złota Aurelia |
| 1969 | Krzysztof Penderecki                                    | Krakowski Festiwal Filmowy                                             | Srebrny Lajkonik |
| 1969 | Krzysztof Penderecki                                    | Międzynarodowy Festiwal Filmów Dokumentalnych i Animowanych w Lipsku   | Srebrny Gołąb |
| 1969 | Struktura kryształu                                     | Państwowa Wyższa Szkoła Filmowa, Telewizyjna i Teatralna w Łodzi       | Nagroda im. Andrzeja Munka                                                                                                  |
| 1969 | Struktura kryształu                                     | Międzynarodowy Festiwal Filmowy w Kolombo                              | II nagroda |
| 1970 | Struktura kryształu                                     | Międzynarodowy Festiwal Filmowy w Mar del Plata                        | Nagroda za scenariusz |
| 1970 | Struktura kryształu                                     | Międzynarodowy Festiwal Filmowy w Mar del Plata                        | Nagroda Federacji Argentyńskich Klubów Filmowych                                                                            |
| 1970 | Struktura kryształu                                     | Międzynarodowy Festiwal Filmowy w Mar del Plata                        | Nagroda argentyńskich krytyków filmowych za debiut reżyserski                                                               |
| 1970 | Struktura kryształu                                     | Międzynarodowy Festiwal Filmowy w Panamie                              | Nagroda specjalna |
| 1970 | Struktura kryształu                                     | Klub Krytyki Filmowej Stowarzyszenia Dziennikarzy Polskich             | Syrenka Warszawska |
| 1970 | Struktura kryształu                                     | Międzynarodowy Festiwal Filmowy w Valladolid                           | Premio Cidad de Valladolid                                                                                                  |
| 1971 | Za ścianą                                               | Międzynarodowy Festiwal Filmów Autorskich w San Remo                   | Grand Prix |
| 1971 | Życie rodzinne                                          | Międzynarodowy Festiwal Filmowy w Chicago                              | Srebrny Hugo |
| 1972 | Życie rodzinne                                          | Czasopismo „Film”                                                      | Złota Kaczka za najlepszy film polski                                                                                       |
| 1972 | Życie rodzinne                                          | Międzynarodowy Festiwal Filmowy w Valladolid                           | II Nagroda „Premio de San Gregorio”                                                                                         |
| 1972 | Życie rodzinne                                          | Międzynarodowy Festiwal Filmowy w Valladolid                           | Premio Cidad de Valladolid                                                                                                  |
| 1972 | Życie rodzinne                                          | Lubuskie Lato Filmowe                                                  | Nagroda Koordynacyjnej Rady Artystycznej Kin Studyjnych                                                                     |
| 1972 | Życie rodzinne                                          | Lubuskie Lato Filmowe                                                  | Nagroda za scenariusz |
| 1973 | Życie rodzinne                                          | Międzynarodowy Festiwal Filmowy w Kolombo                              | II nagroda |
| 1973 | Góry o zmierzchu                                        | Festiwal Filmów Górskich i Podróżniczych w Trydencie                   | Trofeum Narodów |
| 1973 | Iluminacja                                              | Koszaliński Festiwal Debiutów Filmowych „Młodzi i Film”                | Grand Prix „Wielki Jantar”                                                                                                  |
| 1973 | Iluminacja                                              | Międzynarodowy Festiwal Filmowy w Locarno                              | Grand Prix |
| 1973 | Iluminacja                                              | Międzynarodowy Festiwal Filmowy w Locarno                              | nagroda FIPRESCI |
| 1973 | Iluminacja                                              | Międzynarodowy Festiwal Filmowy w Locarno                              | nagroda jury ekumenicznego                                                                                                  |
| 1973 | Iluminacja                                              | Międzynarodowy Festiwal Filmowy w Mannheim                             | wyróżnienie |
| 1973 | Iluminacja                                              | Międzynarodowy Festiwal Filmowy w Rawennie                             | Grand Prix |
| 1974 | Iluminacja                                              | Festiwal Polskich Filmów Fabularnych                                   | Nagroda Specjalna Jury |
| 1974 | Iluminacja                                              | Lubuskie Lato Filmowe                                                  | Nagroda Koordynacyjnej Rady Artystycznej Kin Studyjnych                                                                     |
| 1974 | Iluminacja                                              | Klub Krytyki Filmowej Stowarzyszenia Dziennikarzy Polskich             | Syrenka Warszawska |
| 1975 | Iluminacja                                              | Międzynarodowy Festiwal Filmowy w Figueira da Foz                      | Złoty Medal |
| 1975 | Bilans kwartalny                                        | Międzynarodowy Festiwal Filmowy w Berlinie                             | Nagroda Międzynarodowej Katolickiej Organizacji Filmowej                                                                    |
| 1976 | Bilans kwartalny                                        | Lubuskie Lato Filmowe                                                  | Złote Grono |
| 1976 | Iluminacja                                              | Czasopismo „Film”                                                      | Nagroda za najlepszy film o tematyce współczesnej                                                                           |
| 1977 | Barwy ochronne                                          | Międzynarodowy Festiwal Filmowy w Teheranie                            | Złoty Koziorożec za reżyserię                                                                                               |
| 1977 | Barwy ochronne                                          | Festiwal Polskich Filmów Fabularnych                                   | Złote Lwy Gdańskie |
| 1977 | Barwy ochronne                                          | Festiwal Polskich Filmów Fabularnych                                   | Nagroda za reżyserię |
| 1978 | Barwy ochronne                                          | Międzynarodowy Festiwal Filmowy w Rotterdamie                          | Nagroda dziennikarzy |
| 1978 | Spirala                                                 | Międzynarodowy Festiwal Filmowy w Cannes                               | Nagroda Jury Ekumenicznego                                                                                                  |
| 1978 | Spirala                                                 | Festiwal Polskich Filmów Fabularnych                                   | Nagroda dziennikarzy |
| 1978 | Spirala                                                 | Lubuskie Lato Filmowe                                                  | Nagroda Koordynacyjnej Rady Artystycznej Kin Studyjnych                                                                     |
| 1979 | Spirala                                                 | Międzynarodowy Festiwal Filmowy w Panamie                              | nagroda za reżyserię |
| 1979 | Spirala                                                 | Międzynarodowy Festiwal Filmowy w Panamie                              | nagroda za scenariusz |
| 1979 | Spirala                                                 | Czasopismo „Film”                                                      | Złota Kamera za najlepszy film o tematyce współczesnej                                                                      |
| 1980 | Kontrakt                                                | Międzynarodowy Festiwal Filmowy w Wenecji                              | wyróżnienie Katolickiego Biura Filmowego                                                                                    |
| 1980 | Kontrakt                                                | Międzynarodowy Festiwal Filmowy w Wenecji                              | wyróżnienie UNICEF |
| 1980 | Constans                                                | Międzynarodowy Festiwal Filmowy w Cannes                               | Nagroda Specjalna Jury |
| 1980 | Constans                                                | Międzynarodowy Festiwal Filmowy w Cannes                               | Nagroda Jury Ekumenicznego                                                                                                  |
| 1980 | Constans                                                | Festiwal Polskich Filmów Fabularnych                                   | Nagroda Specjalna Jury |
| 1981 | Constans                                                | Międzynarodowy Festiwal Filmowy w Panamie                              | Wielka Nagroda |
| 1981 | Constans                                                | Międzynarodowy Festiwal Filmowy w Kartagenie                           | nagroda za scenariusz |
| 1982 | Imperatyw                                               | Międzynarodowy Festiwal Filmowy w Wenecji                              | Nagroda Specjalna Jury |
| 1983 | Imperatyw                                               | Międzynarodowy Festiwal Filmowy w Figueira da Foz                      | Grand Prix |
| 1984 | Rok spokojnego słońca                                   | Międzynarodowy Festiwal Filmowy w Wenecji                              | Złoty Lew |
| 1984 | Rok spokojnego słońca                                   | Międzynarodowy Festiwal Filmowy w Wenecji                              | nagroda Związku Włoskich Dziennikarzy Filmowych dla filmu zagranicznego                                                     |
| 1989 | Stan posiadania                                         | Międzynarodowy Festiwal Filmowy w Moskwie                              | nagroda jury ekumenicznego                                                                                                  |
| 1990 | Stan posiadania                                         | Komitet Kinematografii                                                 | Nagroda Szefa Kinematografii (Przewodniczącego Komitetu Kinematografii) za twórczość filmową w dziedzinie filmu fabularnego |
| 1990 | Stan posiadania                                         | Festiwal Filmowy w Strasburgu                                          | nagroda jury |
| 1993 | Dotknięcie ręki                                         | Nagroda Koła Piśmiennictwa Filmowego Stowarzyszenia Filmowców Polskich | Złota Taśma |
| 1996 | Cwał                                                    | Festiwal Polskich Filmów Fabularnych                                   | Złoty Klakier |
| 1996 | Cwał                                                    | Festiwal Polskich Filmów Fabularnych                                   | Nagroda Specjalna Jury |
| 1996 | Cwał                                                    | Festiwal Polskich Filmów Fabularnych                                   | Nagroda redakcji "Gościa Niedzielnego”                                                                                      |
| 1996 | Cwał                                                    | Festiwal Polskich Filmów Fabularnych                                   | Nagroda Dziennikarzy |
| 1996 | Cwał                                                    | Festiwal Polskich Filmów Fabularnych                                   | Nagroda „100° Fahrenheita”                                                                                                  |
| 1996 | Cwał                                                    | Międzynarodowy Festiwal Filmowy w Tokio                                | Nagroda Specjalna Jury |
| 1997 | Cwał                                                    | Międzynarodowy Festiwal Filmowy „Złoty Rycerz” w Rosji                 | Srebrny Rycerz |
| 1999 | Brat naszego Boga                                       | Międzynarodowy Festiwal Filmowy w Teheranie                            | nagroda za scenariusz |
| 2000 | Życie jako śmiertelna choroba przenoszona drogą płciową | Festiwal Polskich Filmów Fabularnych                                   | Złote Lwy Gdańskie |
| 2000 | Życie jako śmiertelna choroba przenoszona drogą płciową | Festiwal Polskich Filmów Fabularnych                                   | Nagroda Dziennikarzy |
| 2000 | Życie jako śmiertelna choroba przenoszona drogą płciową | Międzynarodowy Festiwal Filmowy w Moskwie                              | Nagroda Główna |
| 2001 | Życie jako śmiertelna choroba przenoszona drogą płciową | Wine Country Film Festival w Kalifornii                                | najlepszy reżyser w konkursie międzynarodowym                                                                               |
| 2001 | Życie jako śmiertelna choroba przenoszona drogą płciową | Polska Akademia Filmowa                                                | Orzeł za najlepszy film |
| 2001 | Życie jako śmiertelna choroba przenoszona drogą płciową | Polska Akademia Filmowa                                                | Orzeł za najlepszą reżyserię                                                                                                |
| 2001 | Życie jako śmiertelna choroba przenoszona drogą płciową | Polska Akademia Filmowa                                                | Orzeł dla najlepszego producenta                                                                                            |
| 2001 | Życie jako śmiertelna choroba przenoszona drogą płciową | Polska Akademia Filmowa                                                | Orzeł za najlepszy scenariusz                                                                                               |
| 2001 | Życie jako śmiertelna choroba przenoszona drogą płciową | Międzynarodowy Festiwal Filmowy „Złoty Rycerz” w Rosji                 | Nagroda Specjalna Jury |
| 2001 | Życie jako śmiertelna choroba przenoszona drogą płciową | Tarnowska Nagroda Filmowa                                              | Nagroda Jury Młodzieżowego                                                                                                  |
| 2001 | Życie jako śmiertelna choroba przenoszona drogą płciową | Ogólnopolski Festiwal Sztuki Filmowej „Prowincjonalia”                 | Nagroda Główna „Jańcio Wodnik”                                                                                              |
| 2001 | Życie jako śmiertelna choroba przenoszona drogą płciową | Nagroda Koła Piśmiennictwa Filmowego Stowarzyszenia Filmowców Polskich | Złota Taśma |
| 2001 | Życie jako śmiertelna choroba przenoszona drogą płciową | Czasopismo „Film”                                                      | Złota Kaczka za najlepszy polski film                                                                                       |
| 2002 | Suplement                                               | Międzynarodowy Festiwal Filmowy w Moskwie                              | Nagroda FIPRESCI |
| 2005 | Persona non grata                                       | Festiwal Polskich Filmów Fabularnych                                   | Nagroda Jury |
| 2006 | Persona non grata                                       | Nagroda Koła Piśmiennictwa Filmowego Stowarzyszenia Filmowców Polskich | Złota Taśma |
| 2014 | Obce ciało                                              | Międzynarodowy Festiwal Kina Prawosławnego „Pokrow” w Kijowie          | Nagroda Główna w konkursie filmów fabularnych                                                                               |
| 2018 | Eter                                                    | Festiwal Filmów Polskich w Los Angeles                                 | Hollywood Eagle Award |

| Rok  | Instytucja                                                                                 | Nagroda                                                                    | Uzasadnienie |
| ---- | ------------------------------------------------------------------------------------------ | -------------------------------------------------------------------------- | --- |
| 1971 | Ministerstwo Kultury i Sztuki                                                              | Nagroda Ministra Kultury I Sztuki III stopnia                              | b.d. |
| 1977 | Lubuskie Lato Filmowe                                                                      | Złote Grono                                                                | za „twórczość w oparciu o konsekwentnie podejmowaną analizę postaw moralnych człowieka we współczesnym świecie” |
| 1978 | Towarzystwo Krzewienia Kultury Świeckiej                                                   | Nagroda za lata 1976–1977                                                  | b.d. |
| 1982 | Katolickie Centrum Filmowe „La Novicella” w Rzymie                                         | Nagroda Katolickiego Centrum Filmowego                                     | b.d. |
| 1984 | Polska Rzeczpospolita Ludowa                                                               | Nagroda Państwowa I stopnia                                                | za osiągnięcia w dziedzinie filmu kinowego i telewizyjnego |
| 1987 | Włoskie Stowarzyszenie Autorów Teatralnych i Filmowych                                     | nagroda „Lumière”                                                          | za całokształt twórczości w dziedzinie filmowej |
| 1991 | Komitet Kinematografii                                                                     | Nagroda Przewodniczącego Komitetu Kinematografii dla producentów filmowych | b.d. |
| 1997 |                                                                                            | Medal im. Vittorio de Siki                                                 | za sacrum w sztuce filmowej |
| 1998 | Międzynarodowa Grupa Lektury w San Miniato                                                 | Nagroda Ostatnich Lat XX Wieku                                             | b.d. |
| 2001 | Minister Kultury i Dziedzictwa Narodowego                                                  | Nagroda w dziedzinie filmu                                                 | b.d. |
| 2001 | Przegląd „Febiofest” w Pradze                                                              | Nagroda za całokształt twórczości                                          | b.d. |
| 2002 | Festiwal Premii Internazionali E. Flaiano w Pesarze we Włoszech                            | Nagroda za całokształt twórczości                                          | b.d. |
| 2002 | Międzynarodowy Festiwal Filmowy w Jerozolimie                                              | Nagroda za całokształt twórczości                                          | b.d. |
| 2003 | Ministerstwo Spraw Zagranicznych RP, Ministerstwo Spraw Zagranicznych Federacji Rosyjskiej | Dyplom                                                                     | za „wybitne zasługi w dziele wzajemnego zrozumienia i zbliżenia społeczeństw Polski i Rosji” |
| 2003 | Festiwal Filmowy Palic w Suboticy                                                          | nagroda im. Aleksandra Lifki                                               | za wkład w rozwój kina europejskiego |
| 2003 | Fundacja Ente dello Spettacolo                                                             | nagroda im. Roberta Bressona                                               | b.d. |
| 2006 | Festiwal Filmowy na wyspie Ischia                                                          | Koralowy Klaps za całokształt twórczości                                   | b.d. |
| 2006 | Festiwal Filmowy w Taorminie                                                               | Taormina Arte Award for Cinematic Excellence 2006                          | b.d. |
| 2007 | Batumi International Art-House Film Festival                                               | Nagroda za całokształt twórczości                                          | b.d. |
| 2007 | Uniwersytet Nawarry w Pampelunie                                                           | Nagroda im. Luki Brajnovicia                                               | za całokształt twórczości artystycznej |
| 2007 | Ińskie Lato Filmowe w Ińsku                                                                | Złota Rybka za całokształt twórczości                                      | b.d. |
| 2009 | Międzynarodowy Festiwal im. Andrieja Tarkowskiego „Zwierciadło” w Iwanowie                 | Nagroda                                                                    | za „wybitny wkład w kinematografię” |
| 2009 | Lato Filmów w Warszawie                                                                    | Pióro Mistrza                                                              | całokształt twórczości scenariopisarskiej |
| 2009 | Międzynarodowy Festiwal Filmowy w Sewastopolu                                              | Nagroda Specjalna                                                          | za „wkład w rozwój światowej kinematografii” |
| 2009 | Federacja Rosyjska                                                                         | Bałtycka Gwiazda                                                           | za zasługi w umacnianiu kontaktów i więzi kulturalnych państw regionu Morza Bałtyckiego |
| 2009 | Klub Inteligencji Katolickiej                                                              | Nagroda „Pontifici”                                                        | b.d. |
| 2010 | Festiwal Grand OFF w Warszawie                                                             | Grand OFF za całokształt twórczości                                        | b.d. |
| 2010 | Festiwal Reżyserii Filmowej w Świdnicy                                                     | Kryształowy Dzik za całokształt twórczości                                 | b.d. |
| 2010 | Papieska Rada ds. Kultury                                                                  | Medal Per Artem ad Deum                                                    | b.d. |
| 2011 | Kino Charlie w Łodzi                                                                       | Złoty Glan za całokształt twórczości                                       | b.d. |
| 2012 | Międzynarodowy Festiwal Filmowy w Goa                                                      | Nagroda za całokształt twórczości                                          | b.d. |
| 2013 | Międzynarodowy Festiwal Filmowy „Tofifest” w Toruniu                                       | Złoty Anioł za całokształt twórczości                                      | b.d. |
| 2014 | Zamojski Festiwal Filmowy „Spotkania z historią”                                           | Grand Prix                                                                 | za szczególne zasługi dla polskiej kinematografii historycznej |
| 2014 | Międzynarodowy Festiwal Filmowy „Transilvania” w Klużu-Napoce                              | Nagroda za całokształt twórczości                                          | b.d. |
| 2015 | Akademia Telewizyjna                                                                       | „SuperWiktor” za całokształt twórczości                                    | b.d. |
| 2015 | 12. Festiwal Filmów – Spotkań NieZwykłych w Sandomierzu                                    | Korona Sandomierska                                                        | b.d. |
| 2016 | Sanktuarium w Łęgowie                                                                      | Człowiek Pojednania i Pokoju                                               | b.d. |
| 2017 | Prezydent Gdańska                                                                          | Festiwal Solidarity of Arts                                                | b.d. |
| 2017 | Festiwal Filmu Polskiego w Ameryce                                                         | Nagroda Specjalna „Skrzydła”                                               | za dokonania w dziedzinie sztuki filmowej poza Polską |
| 2018 | Instytut Polski w Moskwie                                                                  | Człowiek Dialogu                                                           | dla twórców i działaczy kultury zaangażowanych w dialog polsko-rosyjski |
| 2018 | Stowarzyszenie Autorów ZAiKS                                                               | Nagroda 100-lecia ZAiKS-u                                                  | b.d. |
| 2019 | Festiwal Polskich Filmów Fabularnych w Gdyni                                               | Platynowe Lwy za całokształt twórczości                                    | b.d. |
| 2019 | Wojewoda kujawsko-pomorski                                                                 | Nagroda                                                                    | „w uznaniu zasług dla kultury polskiej” |
| 2019 | Międzynarodowy Festiwal Filmowy „Listapad” w Mińsku                                        | Nagroda Prezydenta Republiki Białorusi                                     | za „zachowanie i promowanie duchowych tradycji w kinematografii” |
| 2019 | Międzynarodowy Festiwal Filmowy „Bałtyckie debiuty” w Swietłogorsku                        | Nagroda                                                                    | za „wkład w rozwój kina” |
| 2019 | Wojewoda kujawsko-pomorski                                                                 | statuetka „Tańczącej pary kujawsko-pomorskiej”                             | „w uznaniu zasług dla kultury polskiej” |
| 2019 | Festiwal „Kino Pavasaris” w Wilnie                                                         | Nagroda Honorowa                                                           | b.d. |
| 2019 | Tarnowska Nagroda Filmowa                                                                  | Nagroda za całokształt i wkład w polską kinematografię                     | b.d. |
| 2019 | Polska Akademia Filmowa                                                                    | Orzeł za osiągnięcia życia                                                 | b.d. |
| 2019 | Fundacja Polskiego Godła Promocyjnego „Teraz Polska”                                       | Wybitny Polak                                                              | |
| 2020 | Stowarzyszenie Autorów Zdjęć Filmowych                                                     | Nagroda Specjalna                                                          | b.d. |
| 2023 | Camerimage                                                                                 | Nagroda za całokształt twórczości                                          | b.d. |
| 2024 | Nagroda „Divinis et humanis”                                                               | Nagroda                                                                    | za „wybitne osiągnięcia w przestrzeni kultury, sztuki, nauki, spraw społecznych oraz humanistycznych i religijnych, za wiedzę, fantazję, wyobraźnię i postawę przekraczającą to, co zwykłe, oczywiste i powszechne, za łączenie spraw «boskich i ziemskich»” |
| 2025 | TVP Polonia                                                                                | Nagroda „Za Zasługi dla Polski i Polaków poza granicami”                   | |

## Tytułyhonoris causa
- 2004: tytuł doktora honoris causa Katolickiego Uniwersytetu Lubelskiego Jana Pawła II[104]
- 2010: tytuł doktora honoris causa Uniwersytetu Opolskiego[105]
- 2013: tytuł doktora honoris causa Uniwersytetu Łódzkiego[106]
- 2025: tytuł doktora honoris causa Litewskiej Akademii Muzycznej i Teatralnej[107]

## Galeria

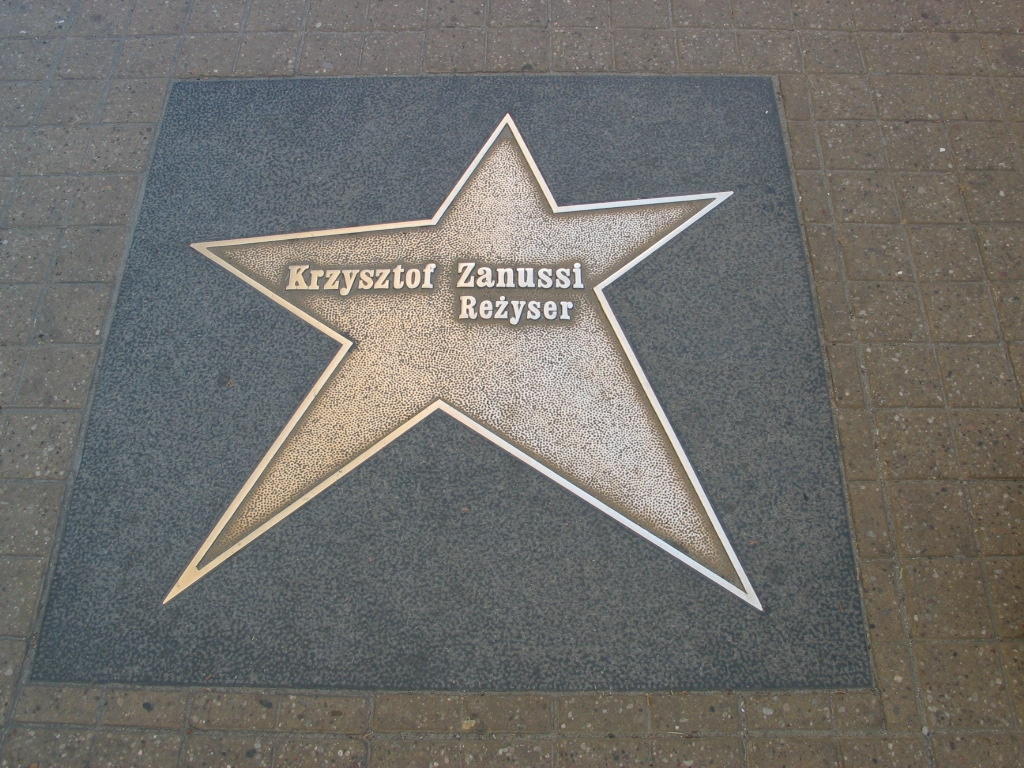
Gwiazda w łódzkiej Alei Gwiazd
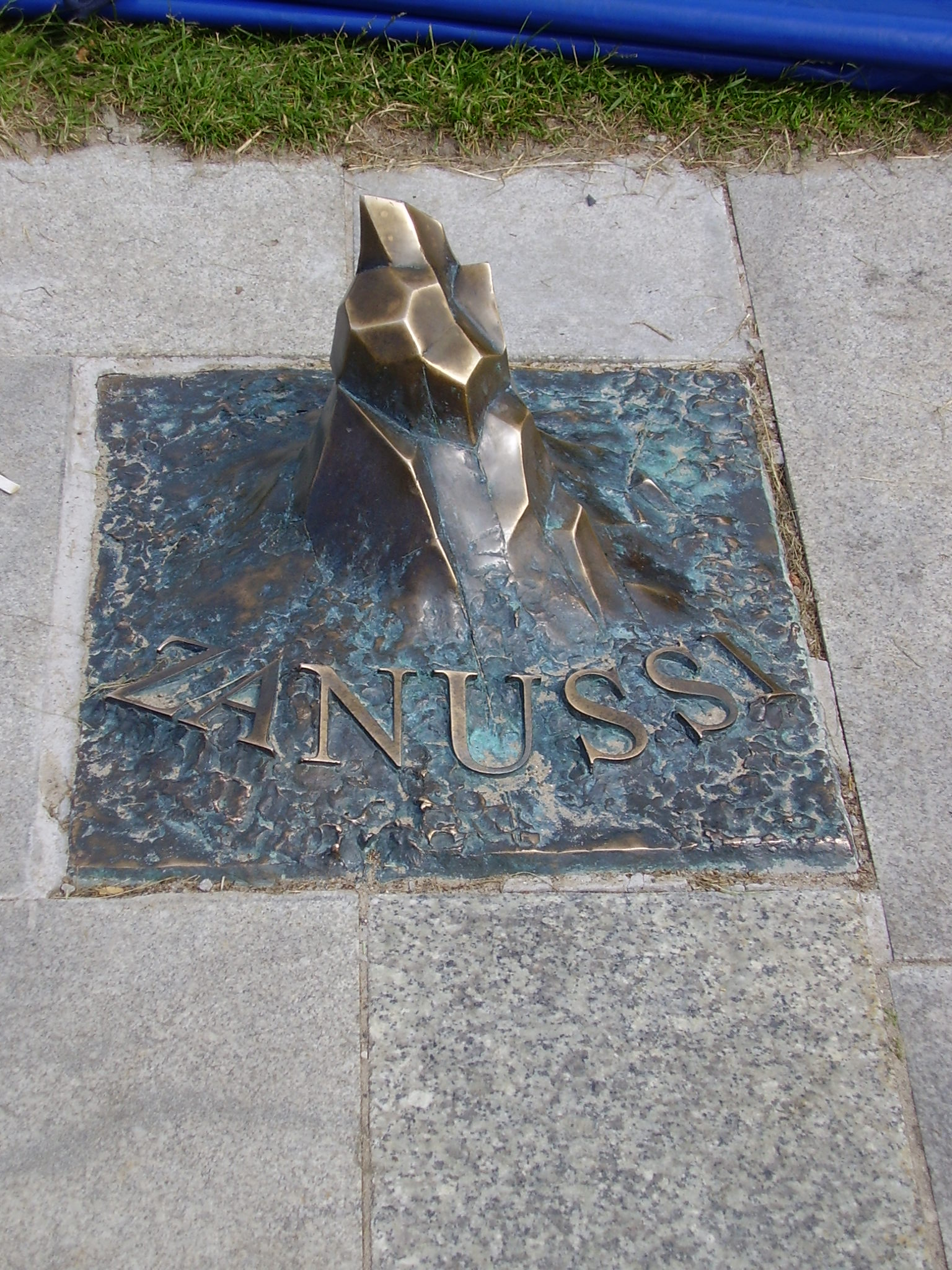
Rzeźba na Promenadzie Gwiazd w Międzyzdrojach poświęcona Krzysztofowi Zanussiemu
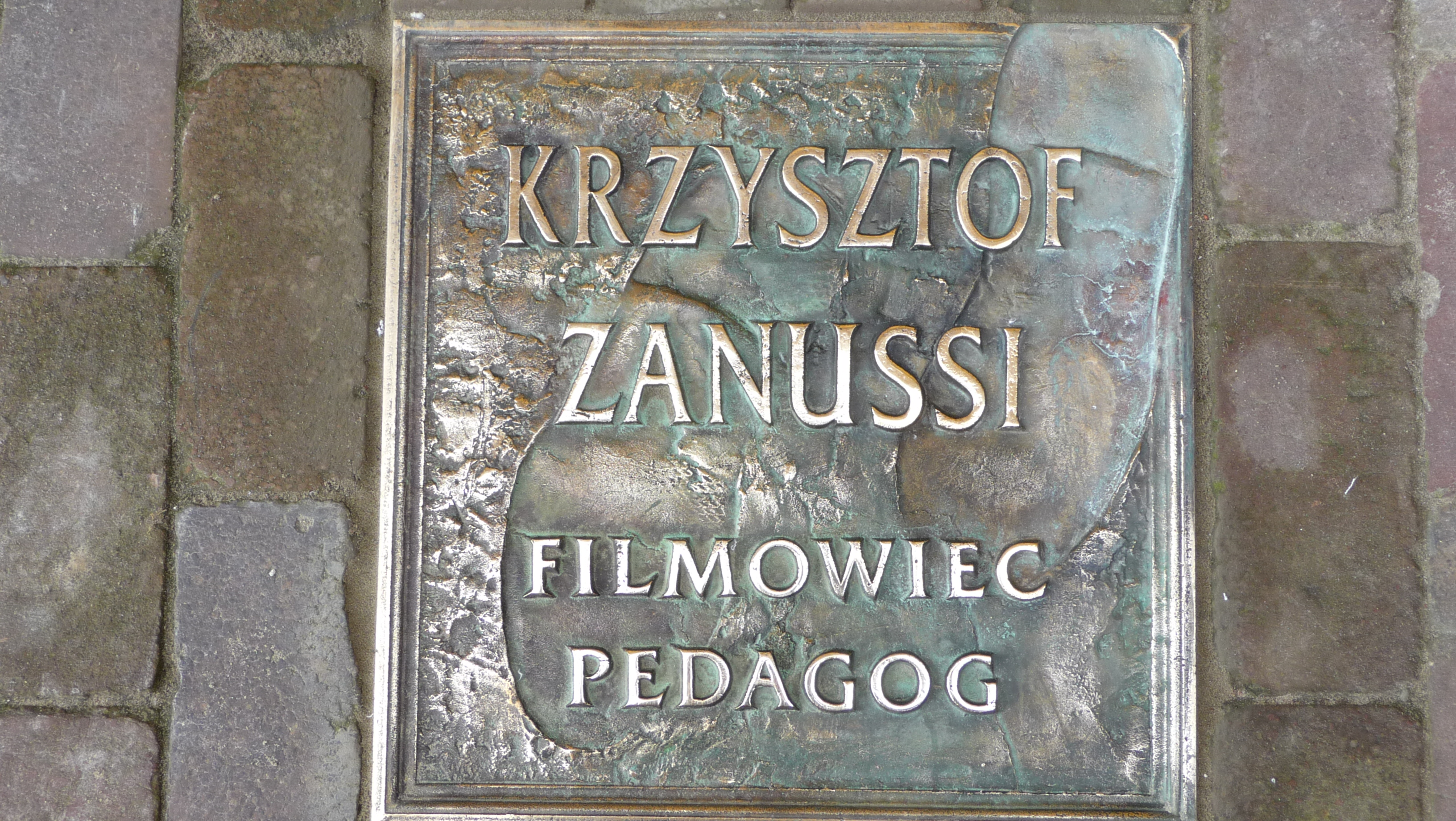
Tablica pamiątkowa Krzysztofa Zanussiego w Alei Sław w Zamościu ufundowana przez PGE w 2010 roku
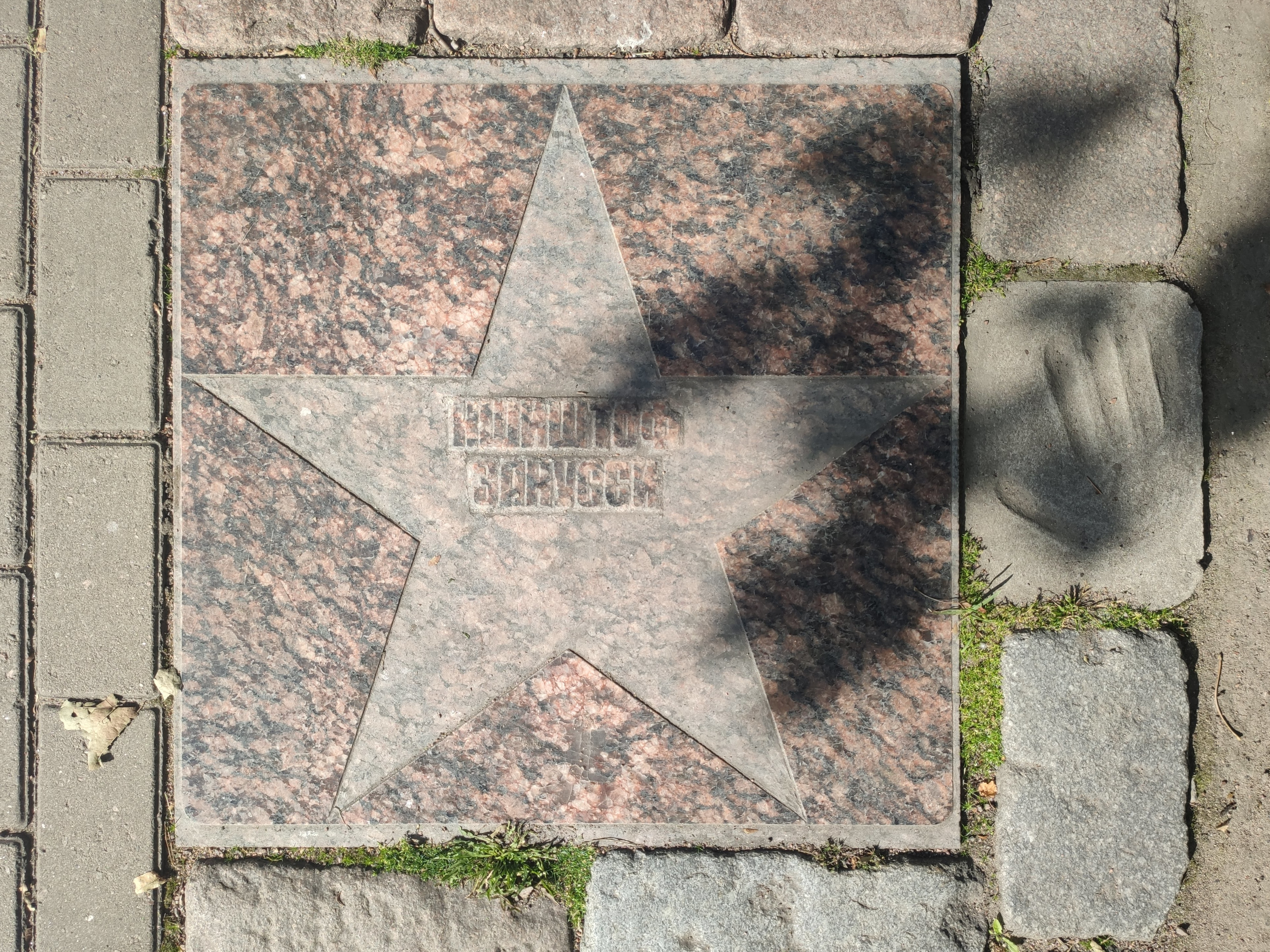
Gwiazda upamiętniająca Krzysztofa Zanussiego w Alei Sławy Aktorskiej w Wyborgu
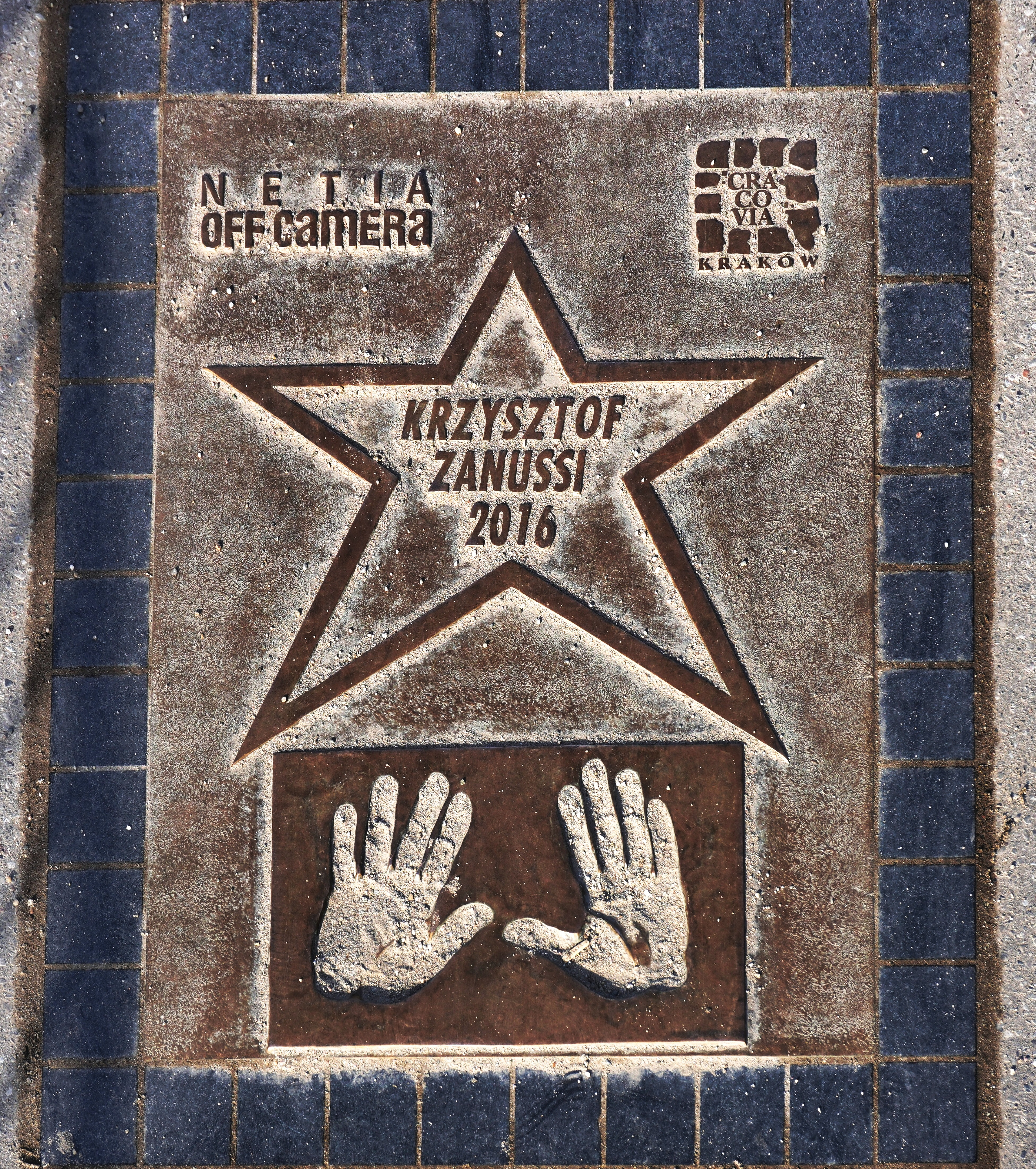
Gwiazda Krzysztofa Zanussiego na Alei Gwiazd w Krakowie